# یو هایچنگ
یو هایچنگ (انگلیسی: Yu Haicheng؛ زادهٔ ۵ آوریل ۱۹۹۸)  تیرانداز اهل چین است. وی در بازی‌های المپیک تابستانی ۲۰۲۰ حضور داشته‌است.